# Regno di Castiglia e León
La storia della Corona di Castiglia o Regno di Castiglia e León ebbe inizio con l'unione dei Regni di Castiglia e di León nel 1230 e con la successiva unione delle loro Cortes (parlamenti). In quell'anno, alla morte del padre, Alfonso IX di León, Ferdinando III entrò in possesso del regno di León unendolo al regno di Castiglia, che aveva ereditato dalla madre Berenguela, quando quest'ultima aveva abdicato in suo favore, nel 1217.
Precedentemente i due regni erano stati uniti in due occasioni:
- dal 1037, quando Sancha I di León divenne regina del León, creando un'unione con il regno di Castiglia, di cui il marito, Ferdinando I di Castiglia, era già re dal 1035, sino al 1065, quando alla morte di Ferdinando I, Sancha I abdicò e i due regni furono divisi tra i loro figli, secondo la tradizione spagnola di allora.
- Dal 1072 al 1157, sotto i regni di Sancho II, Alfonso VI, Urraca e di Alfonso VII. Anche alla morte di Alfonso VII, i due regni furono divisi tra i suoi figli.

## Inizio del regno di Castiglia e León

Armi unite della Castiglia e del León, usata per la prima volta da Ferdinando III

Dopo il Tratado de las Tercerías, dove aveva indennizzato le due sorellastre, Ferdinando III il Santo, poté finalmente riunire sotto un'unica corona i regni di León e di Castiglia. Così i due regni di Castiglia e di León furono unificati per la terza ed ultima volta e la capitale fu fissata a Burgos. Nel 1236, Ferdinando III conquistò la città di Cordova e nel 1241, aiutò il re di Murcia, Muhammad ibn Ali, che, in cambio, divenne suo vassallo.

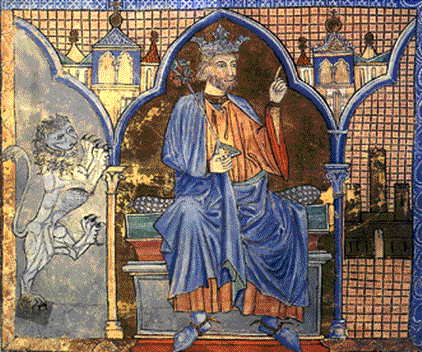
Ferdinando III di Castiglia e León, miniatura del XIII secolo presa dallÍndice de los privilegios reales, archivi della Cattedrale di Santiago di Compostela. Si notino le armi del León e della Castiglia ai lati del monarca.

Tra il 1243 ed il 1245, assieme al re d'Aragona, portò a termine l'occupazione del territorio valenzano e vennero stabiliti i limiti territoriali con il Trattato di Almizra del 1244, firmato da Giacomo I ed il figlio di Ferdinando, Alfonso (futuro Alfonso X di Castiglia), per delimitare le aree di espansione sul territorio musulmano della corona di Castiglia e della Corona di Aragona, che confermava il trattato, del 1179, siglato tra Alfonso VIII di Castiglia ed Alfonso II d'Aragona, a Cazorla.
Nel 1245, il re di Granada chiese l'aiuto di Ferdinando, ed in cambio gli cedette la città di Jaen (1246) e gli promise un contingente di soldati musulmani per la conquista cristiana dell'Andalusia. Nel 1247, occupò Carmona, e, mentre la flotta cristiana al comando dell'ammiraglio castigliano, Raimondo Bonifaz, distruggeva la flotta musulmana che difendeva il Guadalquivir, poté assediare Siviglia che, dopo quindici mesi di resistenza, cadde il 22 dicembre 1248. Dopo Siviglia caddero Medina-Sidonia, Arcos, Cadice, Sanlucar e tutte le altre città a sud della capitale.
Riconquistato tutto il territorio dell'Andalusia, eccetto il regno di Granada ed un territorio del sud ovest nei pressi di Huelva, Ferdinando progettò una spedizione in Nordafrica, per eliminare qualsiasi possibilità di reazione da parte dei musulmani, ma, mentre stava preparando la spedizione, morì, a Siviglia, il 30 maggio del 1252.
Durante il suo regno, Ferdinando III ordinò la pubblicazione di un codice (Sentenario) che non aveva forza di legge ma che preparò la strada alle grandi riforme di suo figlio, Alfonso il Saggio, ed inoltre diede impulso alle Scuole di Estudio General del Reino de León, che suo padre, Alfonso IX, tra il 1218 ed il 1220, aveva fondato a Salamanca, e che poi suo figlio Alfonso il Saggio avrebbe chiamato Universidad.

## Sviluppo del Castigliano e delle Università

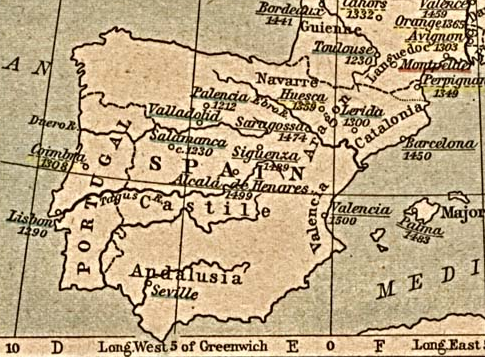
Mappa delle Università castigliane e aragonesi

Alfonso X, nel 1253, invase il Portogallo e si appropriò della regione dell'Algarve che restituì nel 1263, al principe ereditario Dionigi, figlio di sua figlia illegittima, Beatrice e del re del Portogallo, Alfonso III.
Nel 1254, Alfonso dotò la scuola di Salamanca, Scuole Estudio General del Reino de León, di un documento regolare che attribuiva allo scholasticus della cattedrale il diritto di promuovere gli studenti e di esercitare su essi un'ampia giurisdizione ed inoltre il papa Alessandro IV, nel 1255, la riconobbe Università internazionale.
Il 22 aprile del 1254, Alfonso stipulò un trattato di alleanza con il re d'Inghilterra e duca di Aquitania, Enrico III, cementato dalle nozze della sorellastra, Eleonora di Castiglia con il figlio di Enrico III, l'erede al trono, Edoardo.
Nel 1256, alla morte di Guglielmo II d'Olanda, Alfonso X ottenne la corona imperiale.
Alfonso X è considerato il fondatore della prosa letteraria castigliana. Cercò di riunire tutto il sapere della sua epoca nella lingua corrente parlata dai suoi sudditi, infatti realizzò anche la prima riforma ortografica del castigliano, lingua che rese ufficiale nel suo regno, a scapito del latino. Fondò la Scuola dei Traduttori di Toledo in cui saggi musulmani ed ebrei traducevano al castigliano le opere antiche arabe ed ebraiche; di grande importanza fu la traduzione dall'ebraico di molte versioni ebraiche delle opere arabe.
La sua opera scientifica, storica e letteraria fu fondamentale: ricordiamo in particolare il suo contributo all'astronomia con le Tavole alfonsine.
La sua attività sul terreno giuridico fu fondamentale per quanto riguarda la nazionalizzazione e statalizzazione del diritto vigente: fece tradurre in castigliano il Liber Iudiciorum del re visigoto Reccesvindo, ottenendo così il Fuero Juzgo; promosse poi la redazione di un Fuero Real (raccolta di consuetudini applicate su tutto il regno, a cui vennero apportate modifiche tratte dal diritto romano e da quello canonico) realizzato nel periodo 1252-1255.
Infine ad Alfonso, fu dovuta la compilazione, tra il 1256 ed il 1265, del Libro de las leges, noto nel XIV secolo come Siete Partidas (o Leges de Partidas o Partidas), che fece tradurre in castigliano e nelle procedure giudiziarie sostituì il latino con il castigliano.
Purtroppo, durante il regno di Alfonso, su pressione della Chiesa e del Papa la politica di restrizioni verso gli ebrei fu intensificata ed anche se non si raggiunsero gli eccessi di altri Stati europei i decreti restrittivi della Chiesa ebbero un riflesso anche sul diritto civile. Infatti, anche nelle sue Siete Partidas, Alfonso sottopose gli ebrei alle più minute e mortificanti restrizioni. Gli ebrei, che furono costretti a vivere in quartieri speciali, aljama, in cui godevano di notevole autonomia, dedicandosi soprattutto al commercio e all'artigianato, si distinsero nelle professioni mediche e finanziarie ed avevano in mano l'appalto delle imposte.
Nel 1275, l'erede al trono, il primogenito maschio, Ferdinando, morì mentre combatteva contro i Mori di al-Andalus. Alfonso X, ignorando i diritti dei figlioletti di Ferdinando, nominò nuovo erede al trono il figlio maschio secondogenito, Sancho IV e quando Alfonso X propose a Sancho di creare un piccolo regno, nella città di Jaén, per il nipote Alfonso de la Cerda, Sancho si ribellò al padre ed iniziò una guerra civile che relegò Alfonso nel sud del regno di Castiglia, in Murcia e parte dell'Andalusia, la zona di Siviglia; nonostante la parziale vittoria, Sancho, l'8 novembre 1282, fu diseredato. Alfonso X morì a Siviglia il 4 aprile 1284 e il figlio Sancho, nonostante fosse stato diseredato, gli succedette come Sancho IV, detronizzando i legittimi eredi, il nipote, Alfonso de la Cerda, per il regno di Castiglia ed il fratello Giovanni per il regno di León.

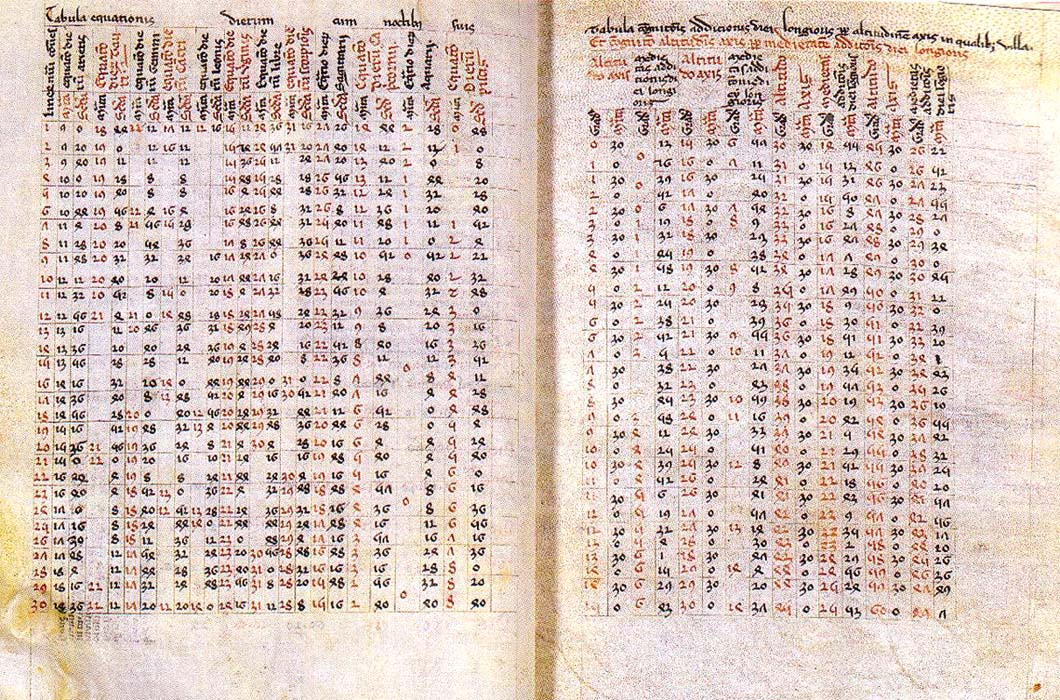
Tabelas afonsinas (Tavole alfonsine), El Libro del Saber de Astronomia (Il libro della conoscenza astronomica)

## Usurpazione del ramo cadetto
Questa usurpazione diede origine a un aspro periodo di lotte interne tra il nuovo re e la fazione vicina al legittimo erede di Castiglia, capeggiata dallo zio di Sancho, don Giovanni, affiancato dal signore della Biscaglia, Lope Díaz III de Haro e sostenuta dagli Aragonesi, che dal 1285, avevano un nuovo re, Alfonso III. Sancho ne uscì vittorioso e lo zio Giovanni fu imprigionato, Lope Díaz III de Haro giustiziato, così come parecchi partigiani degli infanti de la Cerda, furono passati con le armi a Badajoz, a Talavera, a Avila ed a Toledo.
Nel settembre del 1288, a Jaca, Alfonso III di Aragona, organizzò la proclamazione di Alfonso de la Cerda a re di Castiglia, che portò i due regni di Castiglia e di Aragona ad una guerra di frontiera, con diverse battaglie tra il 1289, il 1290 e il 1291.
Negli stessi anni, Sancho dovette respingere il contrattacco dei musulmani di al-Andalus, dopo lo sbarco dei Merinidi, capeggiati da Abū Yūsuf, che erano stati chiamati da suo zio Giovanni, nuovamente ribellatosi a Sancho. I Merinidi misero l'assedio a Tarifa, strenuamente difesa da Guzmán el Bueno, che riuscì a farli desistere, ritirare e rientrare in Marocco. Anche lo zio Giovanni depose le armi.
Nel 1295, all'improvvisa morte di Sancho IV, divenne re Ferdinando IV di soli nove anni e la madre, Maria di Molina, venne nominata reggente del regno. Fu un periodo estremamente difficile: lo zio, il principe Giovanni, si appropriò del regno di León mentre il cugino, Alfonso de la Cerda, con l'appoggio del nuovo re d'Aragona, Giacomo II, fece le sue richieste sempre più pressanti e Ferdinando IV salvò il trono solo grazie all'abilità con la quale la regina madre seppe mediare tra le varie forze in campo, alternando le concessioni tra nobiltà, clero e comuni, mantenendo un difficile equilibrio, appoggiandosi ora all'una ora all'altra fazione.

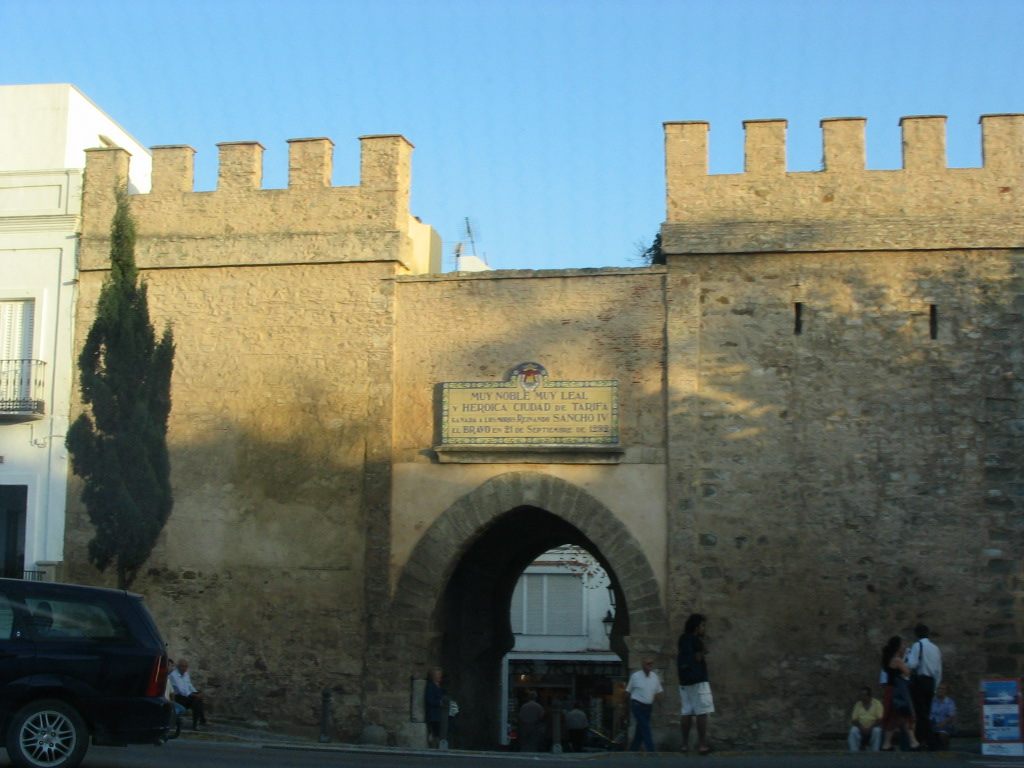
Arco di Tarifa con una targa in onore a coloro che lottarono nella difesa dell'assedio della città conosciuto come conflitto di Tarifa

Sfruttando questa situazione di incertezza e approfittando della giovane età del nuovo re di Castiglia, il re del Portogallo, Dionigi dichiarò guerra alla Castiglia, che si affrettò a restituire le città di Serpa e Moura ed inoltre a cedere al Portogallo le città di Aroche ed Aracena e, dopo aver perso, nel 1296, il distretto di Ribacôa la reggente Maria con Ferdinando IV, nel 1297, siglarono il trattato di Alcañices, che riconosciuto il Ribacôa al Portogallo sanciva una pace della durata di quarant'anni, che prevedeva amicizia e mutua difesa.
Nel 1301, lo zio, il principe Giovanni, rinunciò alle sue pretese sul León, in cambio di cospicue donazioni mentre, nel 1304, Giacomo II di Aragona trovò un accordo, conosciuto come Sentencia Arbitral de Torrellas, confermato l'anno seguente (1305) con il trattato di Elche, con Ferdinando IV che portava il confine sul corso del rio Segura e dove la Murcia veniva confermata alla Castiglia, mentre le città di Orihuela, Elche, Caudete, Elda ed Alicante, passavano al regno di Valencia, che faceva parte della corona d'Aragona, mentre Cartagena veniva restituita alla Castiglia.
Con il trattato di Torrellas, fu anche concordato che Alfonso de la Cerda rinunciava a tutti i suoi diritti sul trono di Castiglia in cambio delle signorie di Alba, Béjar e Gibraleón.
Fatta la pace con l'Aragona Ferdinando IV si dedicò alla guerra contro i Mori del regno di Granada e, nel 1309, con l'aiuto di Giacomo II di Aragona, e con la partecipazione anche di truppe portoghesi, occupò Gibilterra (che però, nel 1333, fu nuovamente perduta). Conquistata Gibilterra, stava pianificando l'assalto ad Algeciras quando lo sorprese la morte, nel 1312. Gli succedette il figlio Alfonso, di pochi mesi, e la nonna, Maria di Molina, fu nominata tutrice del nipotino, e dovette assumere nuovamente la reggenza del regno.

## Gli ultimi re della casa di Borgogna
Alla morte della nonna, nel 1321, la tutoria di Alfonso XI (detto il Giustiziere per la fermezza e a volte la crudeltà, incluso l'omicidio, con la quale seppe reprimere le rivolte della nobiltà) fu oggetto di disputa tra la madre e gli zii paterni fino alla sua maggiore età.
Ingrandì il suo regno a spese dei musulmani e, nel 1340, con la collaborazione del regno di Aragona (Pietro IV di Aragona inviò la flotta aragonese) e del regno del Portogallo (il suocero Alfonso IV del Portogallo, nonostante fosse stato in guerra per tre anni, contro il regno di Castiglia, dal 1336 al 1339, gli inviò delle truppe), all'assedio di Tarifa, riportò la fondamentale vittoria del rio Salado (4 aprile 1340) e, si arrivò alla pace tra Portogallo e Castiglia siglata a Siviglia, il 10 luglio 1340.
Nel 1344, infine, Alfonso XI conquistò la città di Algeciras e morì all'assedio di Gibilterra, nel 1350, vittima della peste; egli è stato il solo monarca europeo a morire durante la Peste Nera.
Durante il suo regno furono convertite in norme giuridiche vigenti le Siete Partidas di Alfonso X, emanando la Ley de las Siete Partidas.
Inoltre va ricordato il suo rapporto extraconiugale con Eleonora di Guzmán (discendente dalla casa di San Domenico di Guzmán), che gli diede dieci figli.

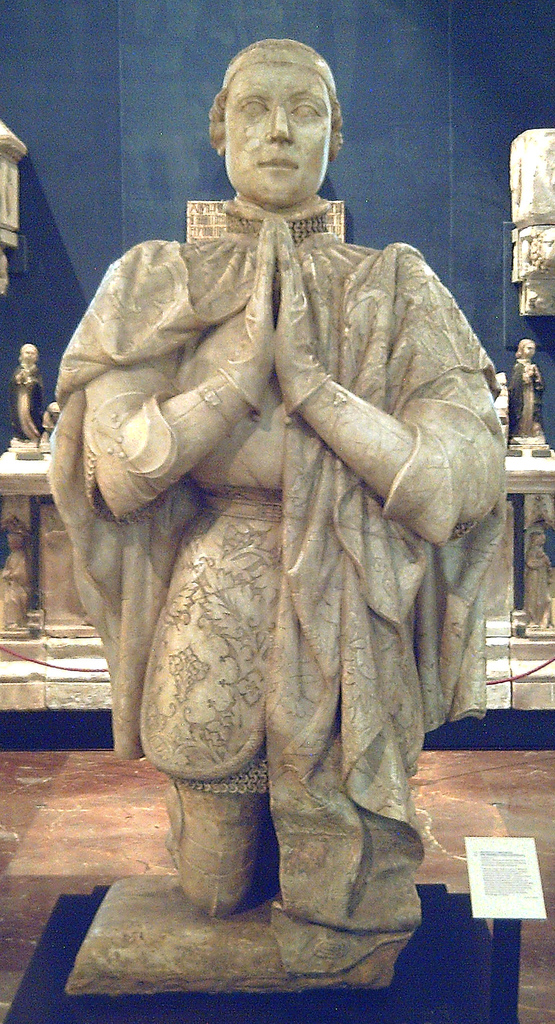
Statua di alabastro di Pietro I in atteggiamento orante (Madrid)

Alla morte prematura del padre venne proclamato re Pietro I, di 16 anni, che, nel 1351, tolto l'assedio a Gibilterra, lasciò Siviglia per la Castiglia, fece arrestare e poi assassinare, Eleonora di Guzmán.
Nel 1351 e nel 1352 riunì le Cortes, a Valladolid, dove furono emanate importanti leggi contro il brigantaggio ed il vagabondaggio, lo sviluppo del commercio e dell'agricoltura, per la limitazione dei diritti della nobiltà e per la protezione degli ebrei.
Il ripudio e poi la carcerazione della moglie, Bianca di Borbone (che poi morì nel castello di Medina-Sidonia, nel 1361), nel 1355, provocò la rottura dell'alleanza con il re di Francia, Giovanni II il Buono, e la minaccia di una scomunica di papa Innocenzo VI.
Nel frattempo, nel 1354, era iniziata una ribellione, guidata dai figli della Guzmán, con a capo Enrico di Trastamara, ma Pietro, convocate le Cortes ottenne le truppe per porre fine alla prima ribellione, mentre una seconda finì con la sconfitta di Enrico di Trastamara di fronte a Nájera, nel 1360.

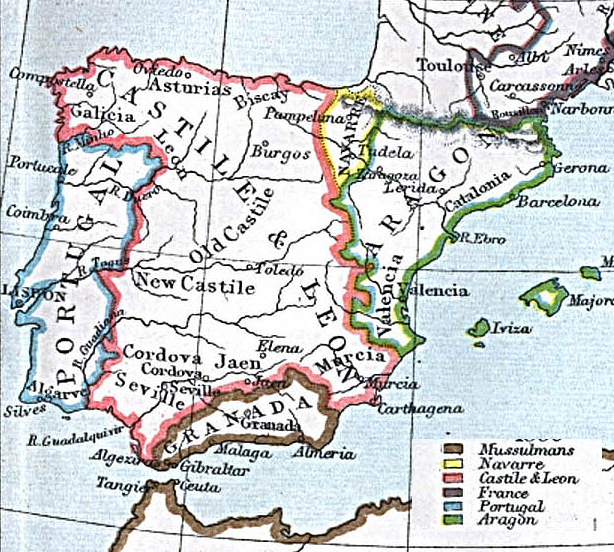
La Penisola iberica nel 1360

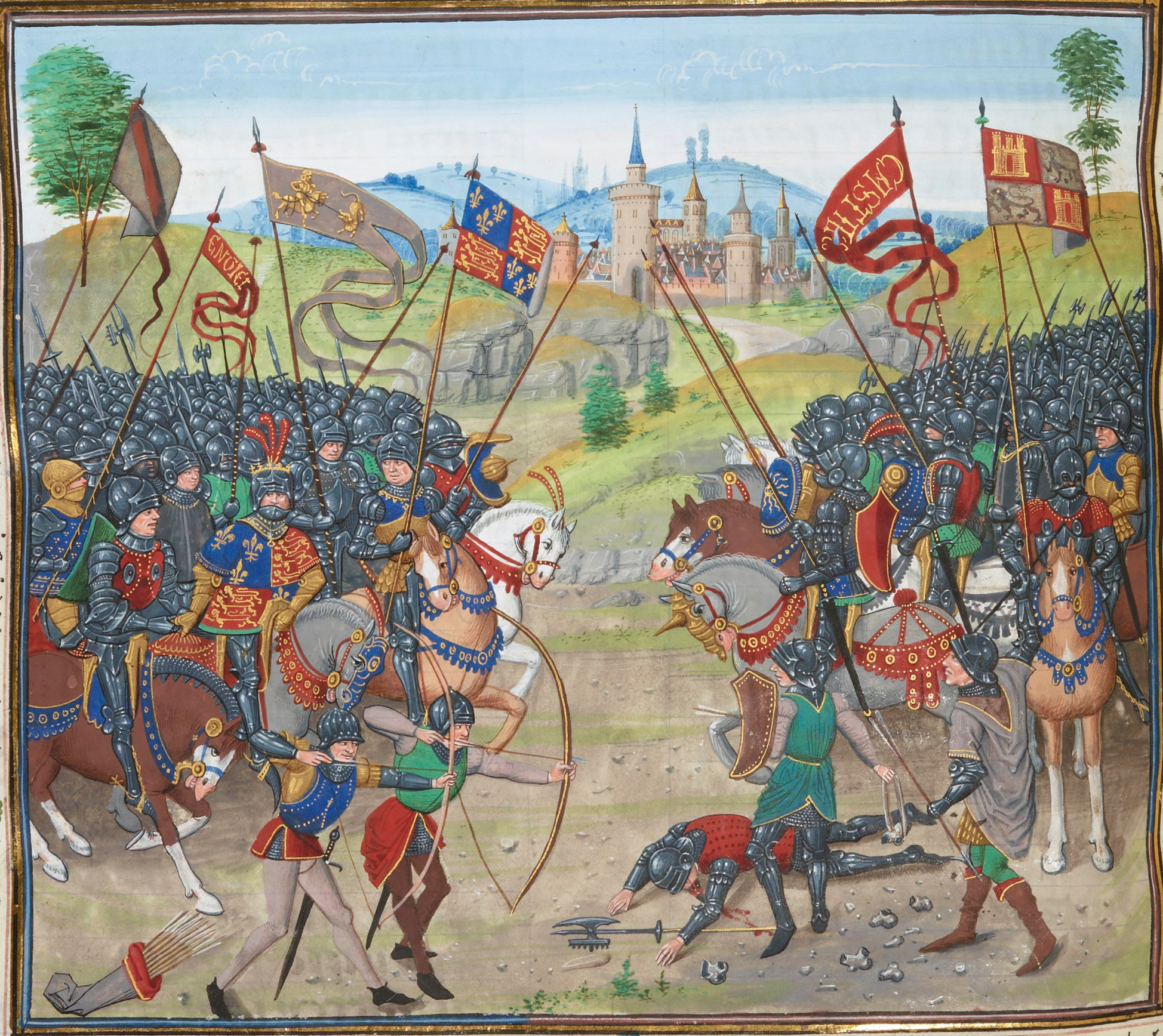
Manoscritto del XV secolo dove si illustra la battaglia di Nájera (Pietro e gli inglesi al lato sinistro)

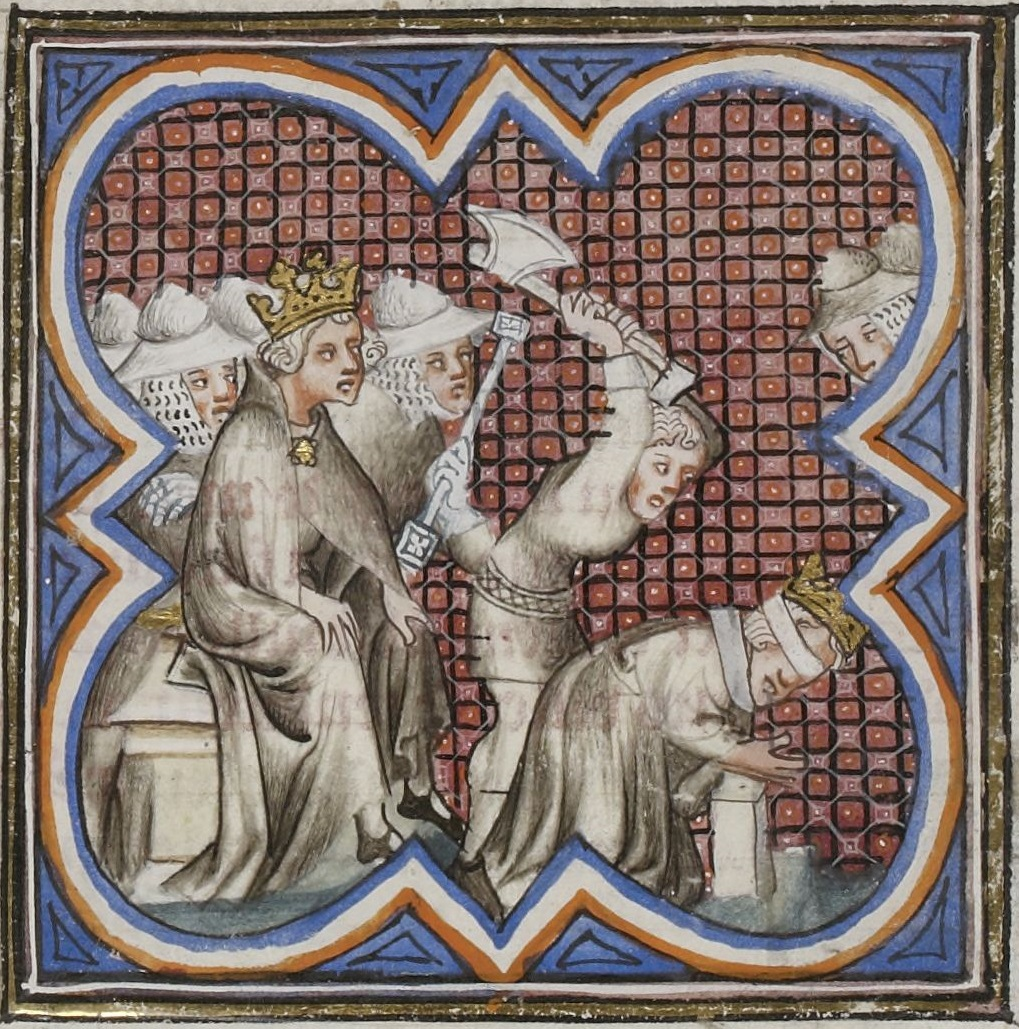
Decapitazione di Pietro I il Crudele (manoscritto del XV secolo)

Tali e tante furono le atrocità commesse dal sovrano che, nel 1366, la sollevazione guidata ancora da Enrico, conte di Trasformata, alleato del re di Francia, Carlo V il Saggio, riprese. Gli insorti si impadronirono di Toledo e di quasi tutto il regno di Castiglia, esclusa Siviglia e la Galizia ed Enrico venne proclamato re a Calahorra. Pietro, allora chiese aiuto agli inglesi, che intervennero da Bordeaux, con le truppe del principe di Galles, Edoardo il Principe Nero, ed il suo alleato il re di Navarra, Carlo II il Malvagio, e, il 3 aprile 1367, vinse la battaglia di Nájera, fece prigioniero il comandante delle truppe avversarie, Bertrand du Guesclin, e dilagò in Castiglia, così Pietro I il Crudele verso la fine del 1367 aveva riconquistato buona parte del regno.
Ma Edoardo era ammalato e dovette abbandonare la Castiglia, allora Enrico di Trastamara, all'inizio del 1368, assistito da truppe francesi, riprese il sopravvento e, nel marzo 1369, lanciò l'offensiva finale che sbaragliò la resistenza del fratellastro, Pietro I, che aveva l'appoggio degli Ebrei e di alcune truppe musulmane, e che, in uno scontro, fu sopraffatto e ucciso personalmente da Enrico, che gli succedette sul trono.
Con Pietro I di Castiglia si estinse il ramo principale (legittimo) della casata di Borgogna perché dei molti figli che ebbe, non ne lasciò nessuno legittimo e comunque nessuno di questi gli succedette.

## La casa di Trastamara

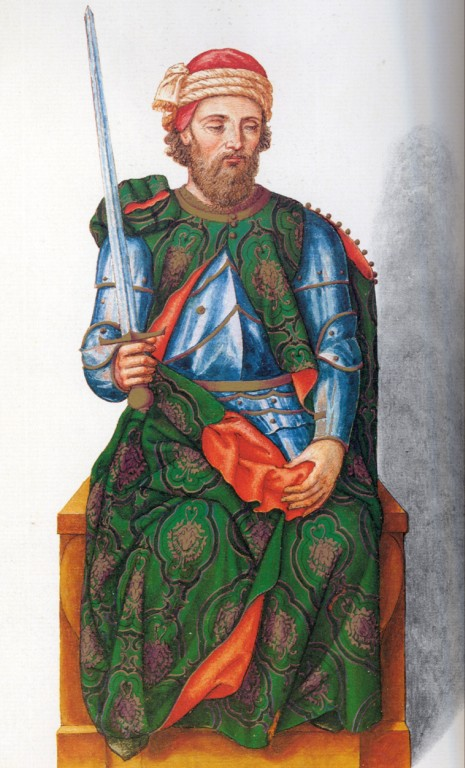
Enrico di Trastamara

La posizione del nuovo re, Enrico II (che era stato educato e adottato da un suo parente, il conte di Trastámara Rodrigo Álvarez de Asturias, che, nel 1345, gli aveva ceduto il titolo, da cui prese nome la dinastia che da lui ebbe inizio) risultò molto difficile perché poteva contare soltanto sull'appoggio dei francesi mentre doveva difendersi dagli attacchi di Inghilterra, Portogallo, Navarra e Aragona e regioni intere (come la Galizia, Zamora e Ciudad Rodrigo) erano fuori dal suo controllo, fedeli al re assassinato.
Di conseguenza Enrico dovette combattere una guerra contro i paesi vicini per poter difendere il proprio trono. Prima attaccò il Portogallo, occupò Braganza e impose a Ferdinando del Portogallo (aspirava al trono di Castiglia perché era il nipote maggiore di Sancho IV il Bravo) la pace di Alcoutim (1371). Poi sconfisse gli inglesi (Giovanni Plantageneto, I duca di Lancaster, figlio di Edoardo III d'Inghilterra aspirava al trono di Castiglia perché marito della figlia di Pietro I, Costanza) nella battaglia navale di La Rochelle (1372). Quindi tornò ad affrontare i portoghesi, che nel frattempo si erano ribellati, imponendo loro il Trattato di Santarém (1373).
Più tardi Enrico si scagliò contro la Navarra, vinse il re di Navarra, Carlo il Malvagio e riconquistò il territorio castigliano in precedenza perduto, con la prima pace di Briones (1373) e poi con il secondo trattato di Briones (1378), gli strappò una quindicina di castelli.
Infine si diresse contro Pietro IV di Aragona, sconfiggendolo e obbligandolo alla firma della pace di Almazán (1375). Ognuno di questi trattati fu siglato con alleanze matrimoniali tra i suoi figli e quelli dei re di Portogallo, Navarra e Aragona, consolidando così la propria dinastia, ancora in odore di illegittimità.
Enrico si dedicò, quindi, alla ricostruzione del suo paese, lacerato dalla guerra civile, ma a causa della sua incerta posizione dovette conquistarsi i favori della nobiltà con massicce donazioni di privilegi, beni e rendite. Fece cessare la persecuzione contro gli Ebrei, che era iniziata durante la guerra civile, in quanto erano partigiani di suo fratellastro Pietro I.
Enrico morì nel 1379, avvelenato, probabilmente, dagli emissari di Carlo il Malvagio di Navarra e gli succedette il figlio Giovanni I di Castiglia.
Giovanni subentrò al padre sul trono di Castiglia, che in quel periodo doveva pronunciarsi sul grande scisma, aperto dalla doppia elezione di papa Urbano VI e antipapa Clemente VII, entrambi eletti nel corso del 1378. Il 19 maggio 1381 fu pronunciato il consenso a Clemente VII.
Nello stesso periodo, fu attaccato dal re del Portogallo, Ferdinando I; in aiuto dei portoghesi arrivarono delle truppe inglesi comandate da Edmondo, conte di Cambridge e zio del re d'Inghilterra, Riccardo II; Giovanni inviò la flotta castigliana alla foce del Tago e, nel marzo del 1382, pose l'assedio a Lisbona. La città resistette e, nell'agosto dello stesso anno, a Salvaterra de Magos, fu siglata la pace all'insaputa di Edmondo che, in settembre, dovette rientrare in Inghilterra.
Dopo la morte di Ferdinando del Portogallo (1383), Giovanni di Castiglia, nel gennaio del 1384, invase il Portogallo per difendere gli interessi della moglie, Beatrice del Portogallo, e a Santarém subentrò ad Eleonora Telles de Menezes nel governo del Portogallo. Mise l'assedio a Lisbona, ma quando la moglie Beatrice si ammalò Giovanni rientrò in Castiglia, però la guerra civile in Portogallo (conosciuta come Crisi del 1383-1385 o come Interregnum) proseguì.
Nell'aprile del 1385, a Coimbra, le Cortes portoghesi elessero re, con il nome di Giovanni I del Portogallo, Giovanni di Aviz, che aveva l'appoggio di Nuno Álvares Pereira.

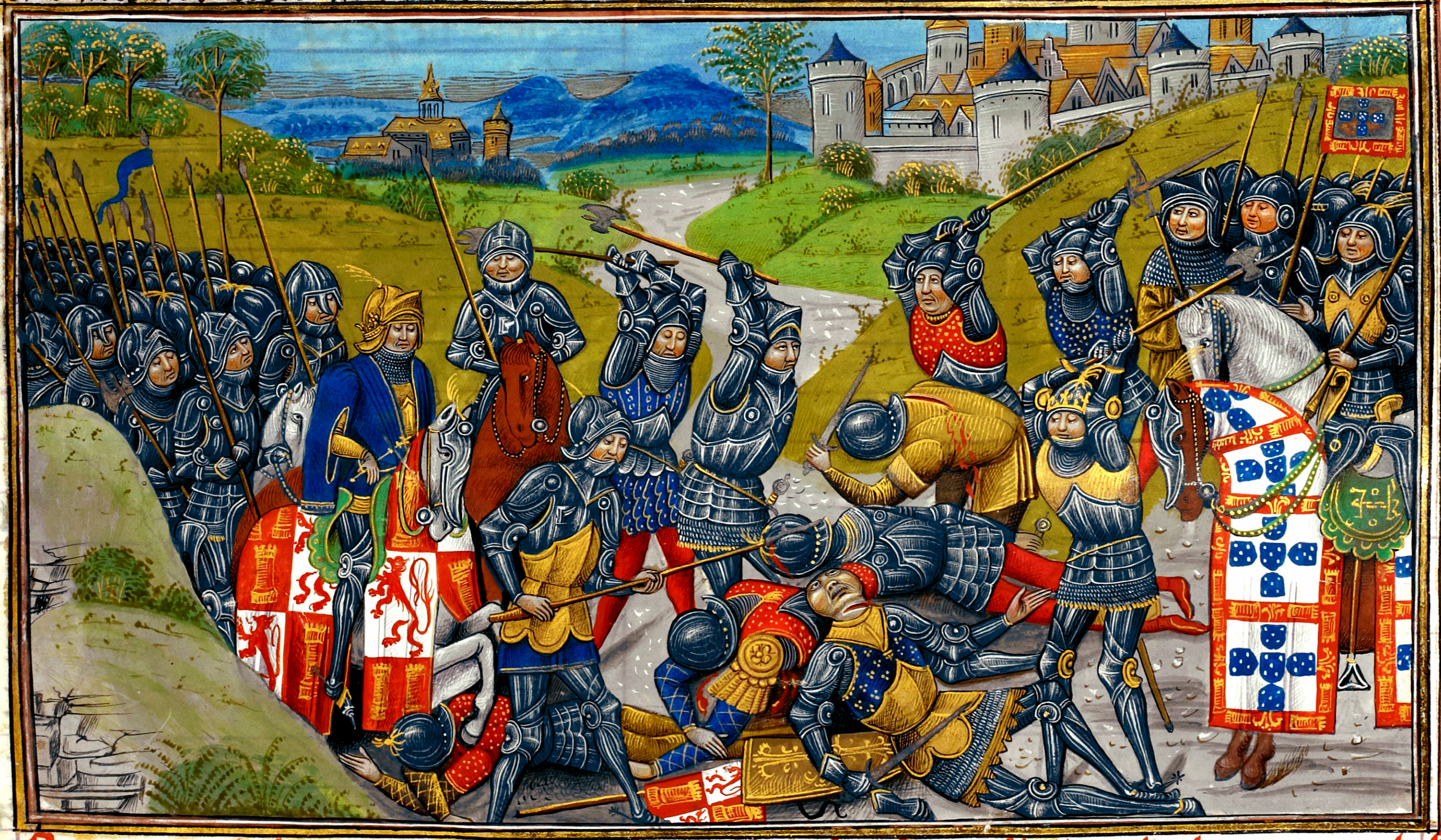
Il genio militare di Nuno Álvares Pereira fu decisivo nella battaglia di Aljubarrota

Nella primavera del 1385, Giovanni I di Castiglia inviò la flotta alla foce del Tago che pose il blocco a Lisbona, mentre lui invase il Portogallo, ma in agosto fu sconfitto ad Aljubarrota, Alcobaça (Portogallo), inseguito in Castiglia e battuto a Valverde.
Allora Giovanni Plantageneto, I duca di Lancaster, figlio di Edoardo III d'Inghilterra e zio del re d'Inghilterra, Riccardo II, aspirante al trono di Castiglia perché marito della figlia di Pietro I di Castiglia, Costanza, alla notizia della battaglia di Aljubarrota, alleatosi con il nuovo re del Portogallo invase la Galizia. Ma l'anno dopo Giovanni siglò un trattato di pace (1387) che stabiliva una tregua con il Portogallo, della durata di tre anni, e con il successivo trattato di Bayonne (1388), poneva ufficialmente fine ai contrasti tra la casa di Trastamara e i discendenti di Pietro il Crudele con la promessa di matrimonio tra l'erede al trono di Castiglia (creato principe delle Asturie, titolo che contrassegnò l'erede al trono di Castiglia ed è stato mantenuto sino ai giorni nostri), Enrico, e Caterina la figlia di Giovanni Plantageneto, nipote quindi di Pietro I di Castiglia, ristabilendo così la legittimità della dinastia dei Trastámara, sul trono di Castiglia.
Giovanni I dovette mediare sia con i nobili, per guadagnarsene il consenso, sia con le città, per essere finanziato nella difficile guerra contro i portoghesi e dovette cedere parte delle proprie prerogative al loro organo rappresentativo, le Cortes de Castilla.
Morì improvvisamente nel 1390 a causa di una caduta da cavallo, lasciando il regno nelle mani del figlio appena undicenne, Enrico III di Castiglia.
Enrico divenne re sotto la reggenza di un consiglio della corona e sino al 1393, anno in cui Enrico, dichiarato maggiorenne, assunse il potere effettivo, furono anni piuttosto tumultuosi perché i reggenti, divisi in due fazioni nemiche, litigavano tra loro, rendendo instabile il governo del regno.
Enrico rinnovò la tregua con il regno del Portogallo, scaduta da tre anni, con una nuova tregua di quindici anni, ma nel 1396, le ostilità ripresero (dovette respingere a Badajoz, un tentativo di invasione da parte dei portoghesi) e, dopo qualche tempo, il 15 agosto del 1402, fu siglata, con Giovanni I del Portogallo, una nuova tregua decennale.
Nel 1394, dopo la morte dell'antipapa Clemente VII, approvò l'elezione del valenciano Pedro Martínez de Luna, antipapa Benedetto XIII, e lo sostenne nelle sue pretese al soglio pontificio.
Durante il suo regno iniziò la conquista delle Isole Canarie (1402), inviando ad esplorarle il navigatore francese, Jean de Béthencourt.
Riprese la campagna militare contro i Mori del Regno di Granada, ottenendo l'importante vittoria di Collejares, nelle vicinanze di Úbeda (1406).
Enrico migliorò le condizioni di vita degli Ebrei, che nel 1391, durante la reggenza avevano dovuto subire una dura persecuzione, promulgando vari editti che proibivano le persecuzioni degli Ebrei ed inoltre pacificò la nobiltà e restaurò il potere regale.
Di salute malferma, Enrico negli ultimi anni della sua breve vita dovette delegare parte del suo potere al fratello, Ferdinando, che alla sua morte, nel 1406, sarebbe diventato, assieme alla moglie di Enrico, Caterina di Lancaster, reggente durante la minore età del figlio e successore Giovanni II.

## Lotte intestine e guerre civili

La Corona di Castiglia nel 1400.

I reggenti di Giovanni II si divisero il regno di Castiglia, Caterina governava il nord: Galizia, Asturie, Cantabria, la Rioja ed il nord della Castiglia, mentre Ferdinando ebbe il governo di: Estremadura, parte dell'Andalusia parte della Murcia ed il sud della Castiglia. Le restanti parti dell'Andalusia e della Murcia erano in mano ai Mori del regno di Granada, governato dalla dinastia dei Nasridi.

### Compromesso di Caspe
Ferdinando proseguì la guerra contro il regno di Granada, iniziata da suo fratello Enrico III e si comportò con molto valore alla conquista di Antequera, tanto che gli fu dato il soprannome di el d'Antequera e, nel 1411, Ferdinando d'Antequera, a nome di Giovanni II stipulò la pace con il re del Portogallo, Giovanni I, ponendo fine alla guerra che era iniziata nel 1383.
Dopo il compromesso di Caspe (1412), Ferdinando divenne re della corona d'Aragona, e dovette abbandonare la Castiglia per l'Aragona.
Caterina, rimase unica reggente, coadiuvata da un consiglio della corona, di cui facevano parte i tre figli di Ferdinando, Alfonso (il futuro re d'Aragona Alfonso V), Giovanni (il futuro re d'Aragona e di Navarra Giovanni II) ed Enrico, detti gli infanti d'Aragona. Essi avevano preso il posto del padre alla guida della famiglia (Trastamara) reale di Castiglia. Gli infanti d'Aragona furono costantemente in lotta con la fazione di nobili che si opponevano alla loro invadenza, anche dopo che Alfonso, nel 1416, alla morte del padre, dovette lasciare la Castiglia per ricevere la corona d'Aragona.
Nel 1418 la madre Caterina morì e, nel 1419, Giovanni II fu dichiarato maggiorenne; il re, continuando a preferire la letteratura, le galanterie di corte ed i passatempi vari, ai gravosi impegni di governo, cominciò ad appoggiarsi ad un nobile, Álvaro de Luna, nipote dell'arcivescovo di Toledo Pedro Martínez de Luna y Albornoz, per contrastare l'invadenza degli infanti d'Aragona.
Gli infanti d'Aragona, con il Golpe di Tordesillas, del 1420, attuato da Enrico, presero e tennero il potere per circa dieci anni, quando furono sopraffatti dal partito realista, a loro avverso, guidato da Álvaro de Luna, rientrato dall'esilio. Dapprima gli infanti d'Aragona furono imprigionati, per il Golpe di dieci anni prima ma poi, per le pressioni esercitate dal re della corona d'Aragona, il loro fratello maggiore, Alfonso V il Magnanimo, furono liberati ed esiliati in Aragona. Nel 1431 Giovanni II e Álvaro de Luna ripresero la guerra contro il regno di Granada e le truppe castigliane, dopo aver occupato Jimena de la Frontera, avanzarono verso la capitale del regno dei Mori, riportarono una vittoria nella battaglia di La Higueruela il 1º luglio 1431, senza però riuscire a raggiungere Granada.
Nel 1438 gli infanti Giovanni ed Enrico, rientrarono in Castiglia, ripresero il potere e fecero esiliare Álvaro de Luna, nel corso del 1439. Álvaro però rientrò, riorganizzò la sua fazione e si arrivò allo scontro decisivo, nella prima battaglia di Olmedo del 1445, dove gli infanti d'Aragona furono sconfitti, ed Enrico morì in seguito alla ferita ad una mano, che andò in gangrena, mentre Giovanni, vedovo della moglie, Bianca di Navarra, si occupò del regno di Navarra.
Nonostante questa vittoria la nobiltà continuò ad ostacolare l'opera del re e del suo connestabile, Álvaro de Luna che, dopo alcuni anni fu fatto arrestare e processare davanti ad un consiglio, con l'imputazione di aver tentato di controllare con la stregoneria la mente del re e quindi, trovato colpevole fu condannato a morte e giustiziato, il 2 giugno del 1453.
Giovanni II morì l'anno seguente consegnando al figlio Enrico IV un trono traballante, un regno in cui il potere era saldamente nelle mani dell'alta nobiltà, alla quale il re non ebbe la forza (e nemmeno il carattere) per opporsi.

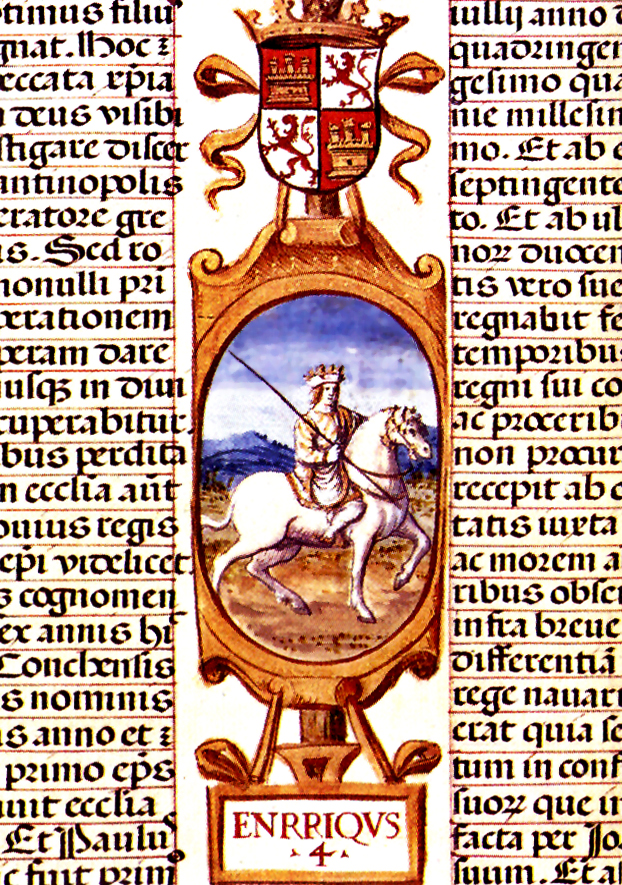
Enrico IV di Castiglia e di León

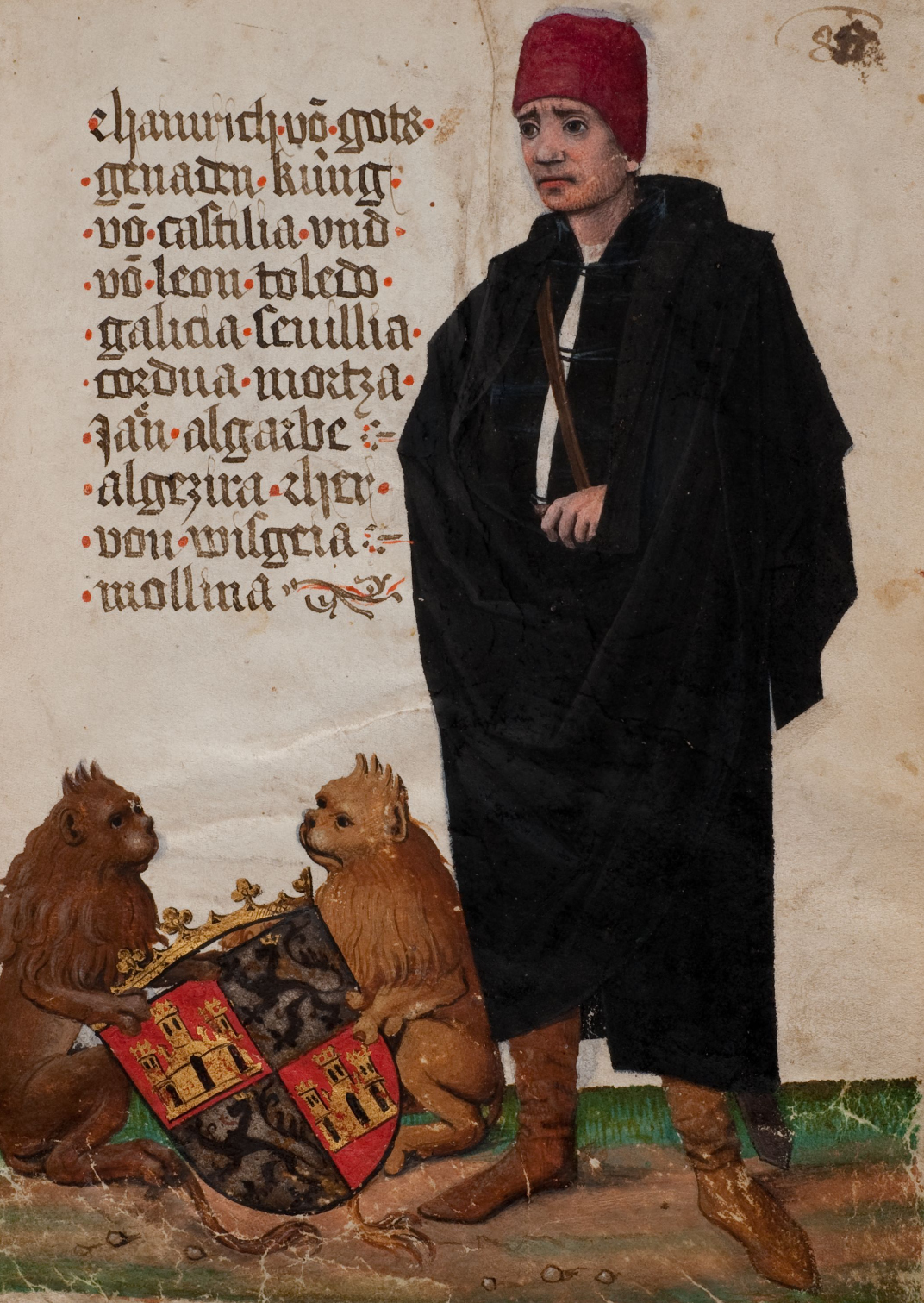
Enrico IV di Castiglia e di León

### Guerra contro Giovanni II
Salito al trono nel 1454, Enrico, nel 1462, dopo che le Cortes di Catalogna avevano emanato un decreto che dichiarava il re, Giovanni II di Aragona e la regina, Giovanna Enríquez della corona d'Aragona, nemici della Catalogna, ricevette l'offerta della contea di Barcellona, che accettò ed entrò in territorio catalano con le sue truppe obbligando Giovanni a desistere dall'assedio di Barcellona. Ma l'infante di Aragona, Giovanni (ora re d'Aragona e di Navarra) riunì le forze che, in Castiglia, ancora simpatizzavano per lui attaccò Enrico e, alla fine del 1463, lo costrinse a rinunciare alla contea di Barcellona in cambio della rinuncia a tutte le sue rendite e feudi che possedeva in Castiglia. Nel 1462, ad Enrico era nata una figlia, Giovanna, che negli ambienti di corte, partigiani del principe delle Asturie il suo fratellastro, Alfonso (1453 - 1468), che già veniva chiamato Alfonso XII, venne denominata la Beltraneja, in quanto supposta figlia di uno dei migliori amici di Enrico, Beltrán de la Cueva.
Le due fazioni della nobiltà castigliana cercarono di far nominare erede al trono ciascuna il proprio candidato e le cortes, nel 1464, si pronunciarono a favore di Giovanna, riconoscendola figlia legittima, ma la fazione avversa, nel 1465, tenne un'assemblea ad Ávila (Farsa de Ávila), dove senza averne alcun diritto i nobili processarono il re in un processo-farsa, privo di ogni legalità, il re, Enrico IV, fu deposto e Alfonso (Alfonso XII) fu proclamato re.
Tale oltraggio produsse una forte reazione a favore di Enrico che riuscì a raccogliere un esercito per opporsi al sopruso subito. Dopo la battaglia di Olmedo, dall'esito incerto, e la morte di Alfonso (1468), la nobiltà gli impose di firmare un trattato (Tratado de los Toros de Guisando) nel quale riconosceva di fatto l'illegittimità di Giovanna, designando come erede la propria sorellastra, Isabella.
Nel 1469, però, dopo che la sorellastra si era sposata, contro la sua volontà, con l'erede al trono di Aragona, Ferdinando, ritrattò il precedente accordo, giurò pubblicamente, che Giovanna era sua figlia legittima e la proclamò erede al trono, con la Cerimonia de la Val de Lozoya, un prato vicino a Buitrago.

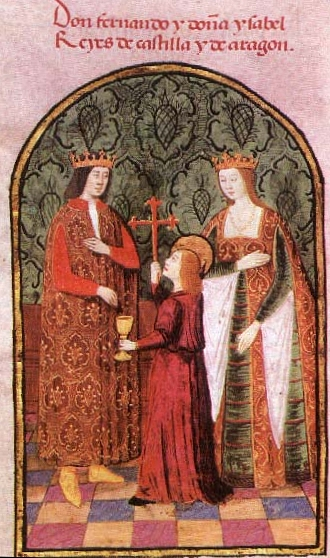
I Re Cattolici.

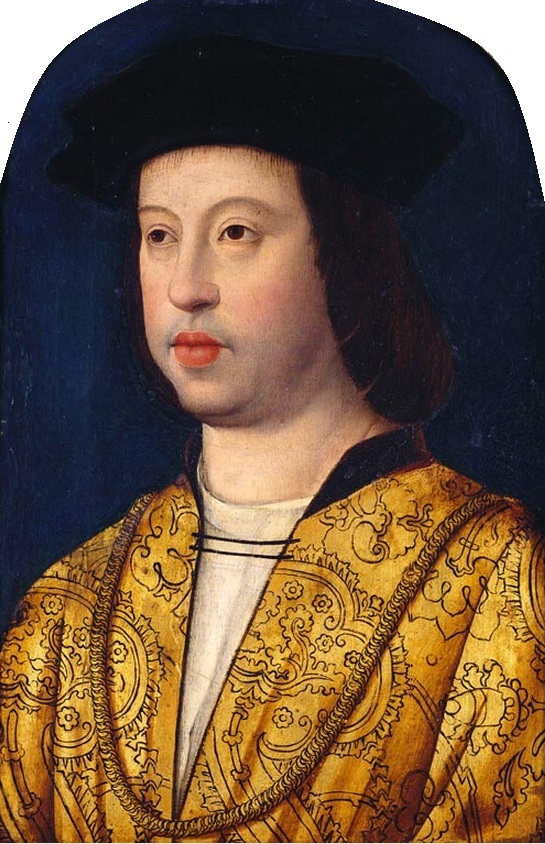
Ferdinando II di Aragona

Scudo di Ferdinando II d'Aragona e V di Castiglia.

Questa decisione diede origine a una serie di conflitti tra coloro che sostenevano Giovanna e tra coloro che sostenevano Isabella.

### Guerra di successione castigliana
Alla morte improvvisa di Enrico IV si scatenò tra questi due partiti una vera e propria guerra di successione, perché Isabella il 13 dicembre 1474 fu proclamata regina di Castiglia e Ferdinando divenne re consorte con il nome di Ferdinando V di Castiglia, mentre la Beltraneja che ugualmente reclamava la corona di Castiglia, era stata promessa ad Alfonso V del Portogallo.
Immediatamente il re del Portogallo, Alfonso V, dichiarato re di Castiglia e León, dai partigiani della moglie, nonostante che Isabella fosse già stata incoronata regina con il marito Ferdinando, invase la Castiglia (estate del 1475), per difendere i diritti di sua moglie; lo scontro decisivo avvenne nei pressi di Toro, la città in cui si era insediata e dove teneva la corte Giovanna la Beltraneja, dove Ferdinando, comandante dell'esercito castigliano, mise in fuga Alfonso.
La pace fu siglata ad Alcáçovas (Viana do Alentejo), il 4 settembre del 1479, e il re del Portogallo, Alfonso V e la moglie Giovanna rinunciavano ad ogni pretesa sul regno di Castiglia e sulle isole Baleari e sulle isole Canarie mentre i regni di Castiglia e Aragona rinunciavano a Madera, alle Azzorre e alle isole di Capo Verde ed inoltre lasciavano al Portogallo tutte le terre a sud del Capo Bojador. Il trattato venne controfirmato dai re Cattolici a Toledo nel marzo del 1480.

## Unione della corona di Castiglia con la corona di Aragona

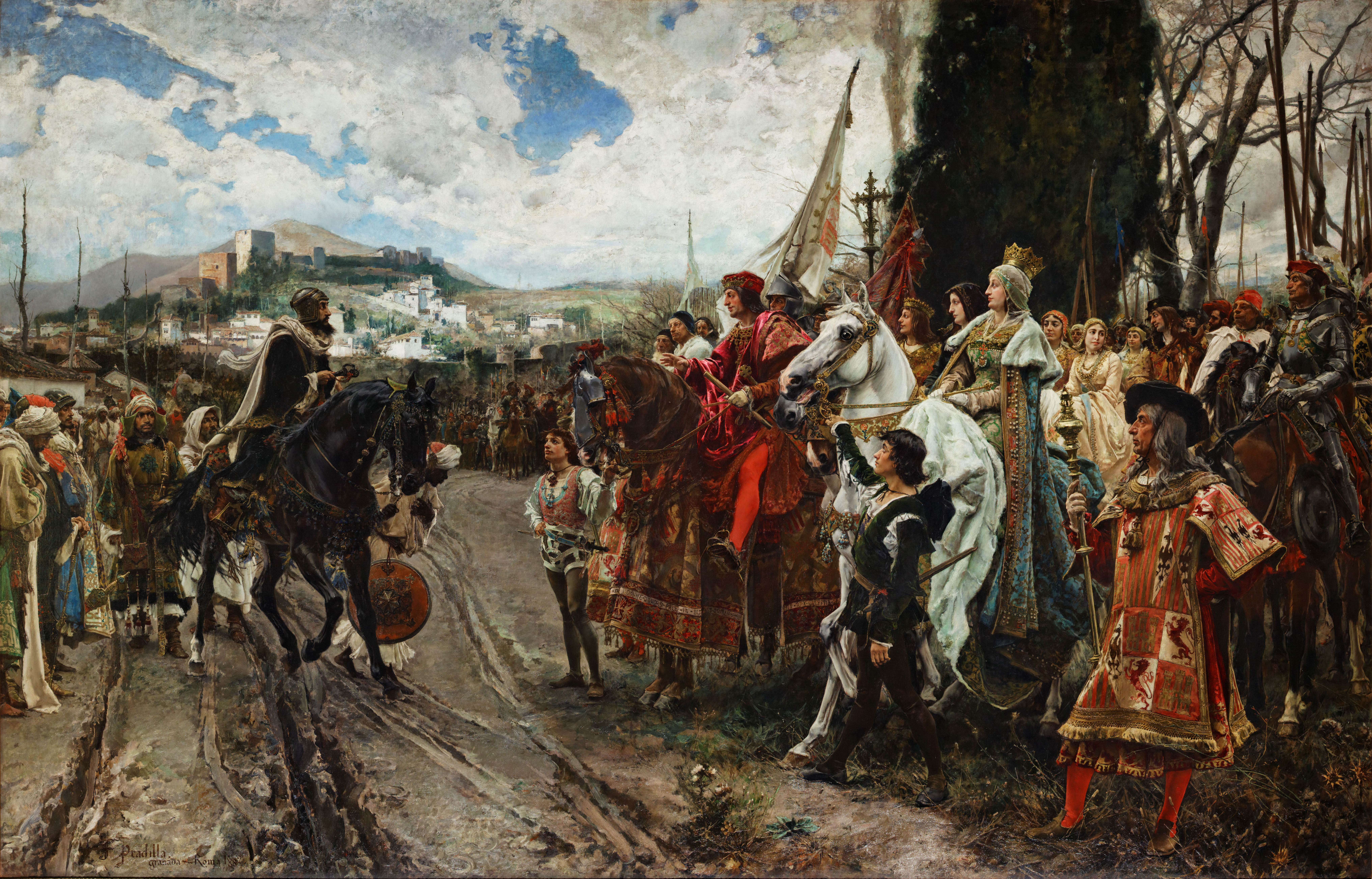
La resa di Granada di Francisco Pradilla Ortiz

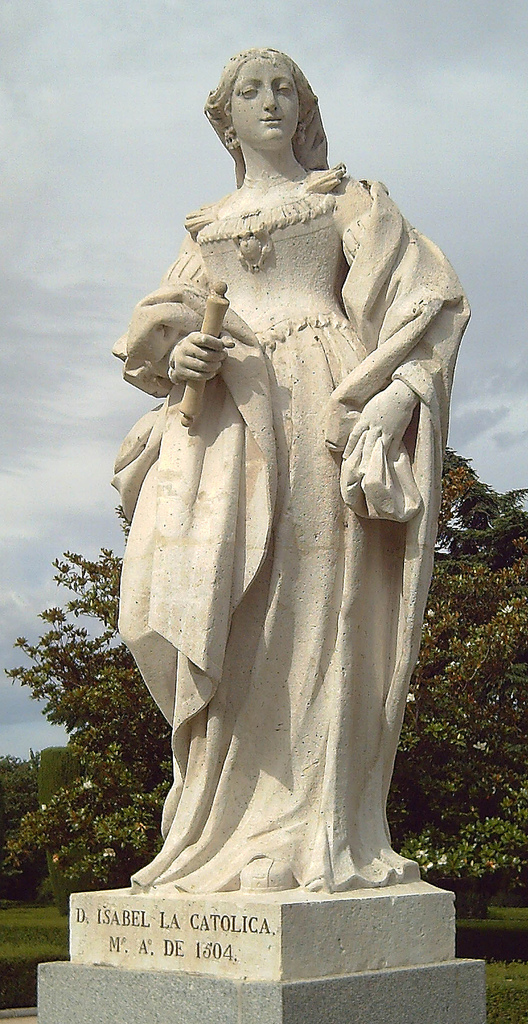
Statua d'Isabella di Castiglia a Madrid (G.D. Olivieri, 1753).

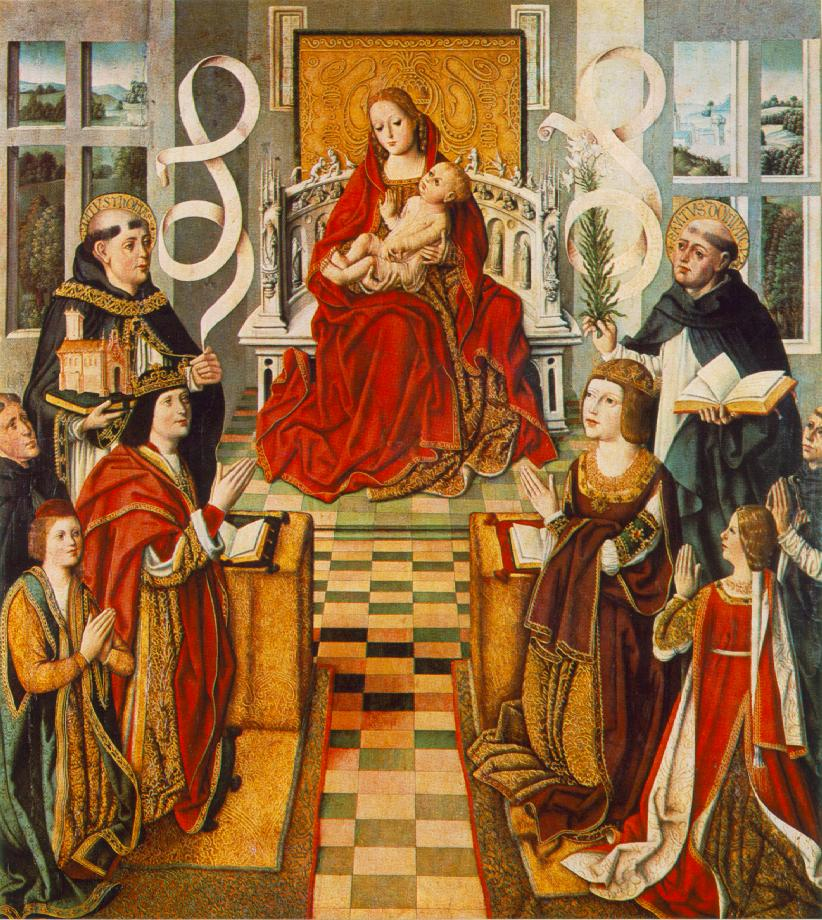
Madonna dei Re Cattolici, pittura del 1490 – 95; Ferdinando II ed il principe Giovanni alla destra della Madonna e Isabella alla sinistra

Alla morte del suocero di Isabella, Giovanni II di Aragona, il 20 gennaio 1479, il marito, Ferdinando oltre che re di Sicilia divenne re di Aragona e, nello stesso anno, fu decretata l'unione de facto della Corona di Castiglia con la Corona d'Aragona, e fu applicato il contratto di matrimonio, per cui i due stati erano uniti ma i governi dei due Stati erano separati.
Infatti all'insediamento sul trono, avvenuto il 13 dicembre 1474, a Segovia, fu deciso che Isabella poteva esercitare il suo potere regale in Castiglia ma non in Aragona, mentre Ferdinando, oltre ad esercitare il potere regale in Aragona, per il contratto di Matrimonio (capitulaciones), in Castiglia poteva amministrare la giustizia congiuntamente o separatamente; le ordinanze reali venivano firmate da entrambi; le monete recavano insieme le due effigi ed i sigilli reali portavano le armi delle due casate; infine Ferdinando si occupava della politica estera.
A partire dal 1481 Ferdinando si occupò della conquista del regno dei Nasridi di Granada, dove Ferdinando mise in mostra le sue doti di diplomazia e di attitudini militari, già dimostrate nella guerra civile. La guerra di Granada fu una guerra d'assedio e terminò nel 1492, con la capitolazione dell'ultimo ridotto musulmano della penisola iberica, e il 2 gennaio 1492 Granada si arrese, dopo sei mesi di assedio, e Isabella vi entrò vittoriosa con il crocifisso in mano (come spesso viene rappresentata), completando così la Reconquista.
Alla caduta di Granada, il papa Innocenzo VIII conferì a Isabella ed al marito Ferdinando, il titolo di "Maestà cattolica".
Lo strumento principale di consolidamento del nuovo regno fu la religione cattolica, di cui i nuovi re di Castiglia e Aragona ben conoscevano la forza di coesione e la potenza di instrumentum regni: nonostante le resistenze del papato, l'Inquisizione e il clero furono posti sotto la giurisdizione reale, per evitare così che gran parte delle rendite del clero finissero a Roma e le si tratteneva a Toledo, la capitale del regno (una bolla che autorizzava la nomina di inquisitori nei domini spagnoli fu promulgata da papa Sisto IV, nel 1478). Isabella introdusse in Castiglia, nel 1480, l'Inquisizione e quattro anni dopo Ferdinando la reintrodusse anche in Aragona (in Aragona vigeva dal 1249, ma non era più praticata).
L'azione della "Santa" Inquisizione era diretta in particolar modo contro i moriscos, cioè i musulmani rimasti e convertiti al cristianesimo, e soprattutto contro gli ebrei.
Ciò portò alla dispersione degli ebrei sefarditi soprattutto nel bacino del Mediterraneo, in particolar modo nei territori dell'Impero Ottomano, dove trovarono una maggiore tolleranza religiosa. Gli ebrei convertiti inoltre in ogni caso subivano discriminazioni sociali ed economiche: erano loro vietati particolari mestieri, venivano additati come marranos, in lingua spagnola maiali, e spesso si arrivò a segregarli in determinati quartieri - ghetto delle città, chiamati Juderias.

## La disputa con il Portogallo e inizio dello sfruttamento delle colonie

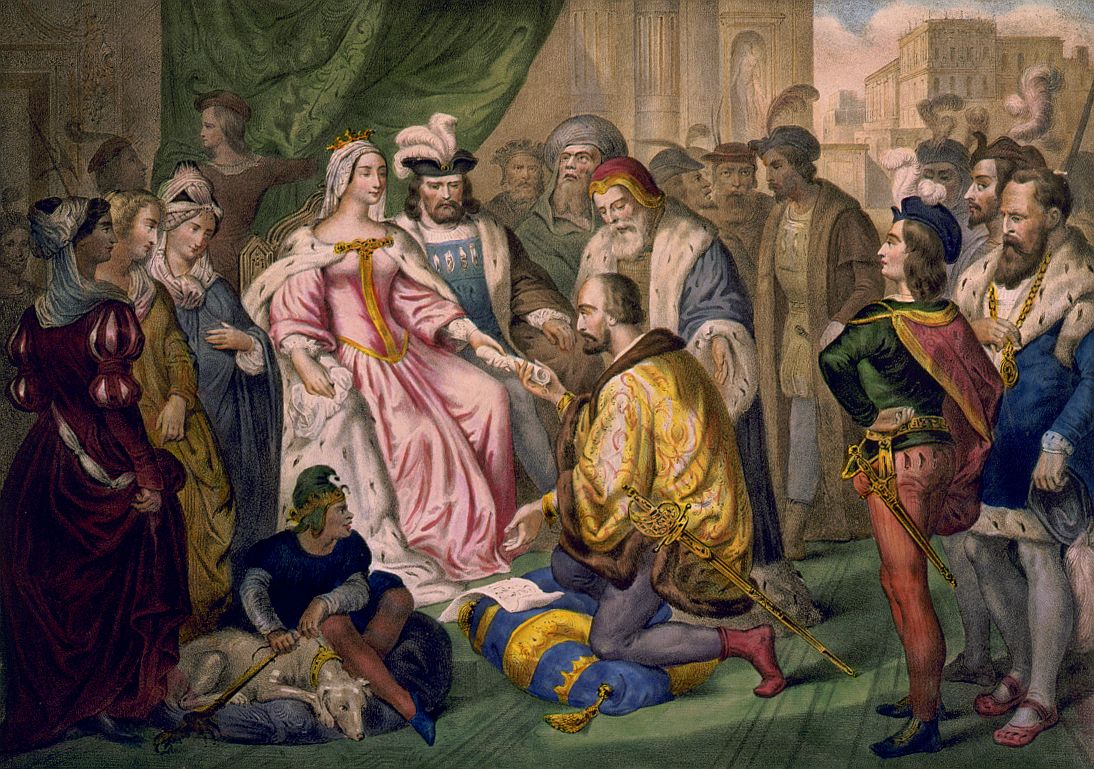
Cristoforo Colombo davanti ai Re Cattolici alla corte di Barcellona

Cristoforo Colombo aveva sottoposto il suo piano di circumnavigare la terra, per arrivare all'India, al re del Portogallo, Giovanni II, ma quest'ultimo aveva buoni motivi per ritenere che il progetto da lui seguito di doppiare l'Africa avrebbe portato a risultati sicuri mentre il bisogno di consolidare le finanze del regno, e la speranza di trovare nuove ricchezze nelle lontane terre di cui si cominciava a favoleggiare, avevano infatti indotto Isabella ad interessarsi alle idee di Cristoforo Colombo, e a dargli modo di attuarle. La spedizione, come si sa, ebbe fortuna, e dopo la scoperta dell'America Isabella si preoccupò di sfruttarne le risorse, non senza impegnarsi a cristianizzare gli indigeni.
Ma al ritorno di Colombo dopo il primo viaggio, il re del Portogallo, Giovanni II ebbe modo di incontrarlo ed ebbe il sospetto che, secondo il trattato di Toledo del 1480, le terre scoperte fossero nella zona di influenza del Portogallo. Ferdinando II di Aragona, propose di risolvere la questione con un negoziato che portò al Trattato di Tordesillas (firmato a Tordesillas, in Castiglia, il 7 giugno 1494) che divise il mondo al di fuori dell'Europa in un duopolio esclusivo tra la Spagna ed il Portogallo.

## Politiche matrimoniali e morte di Isabella

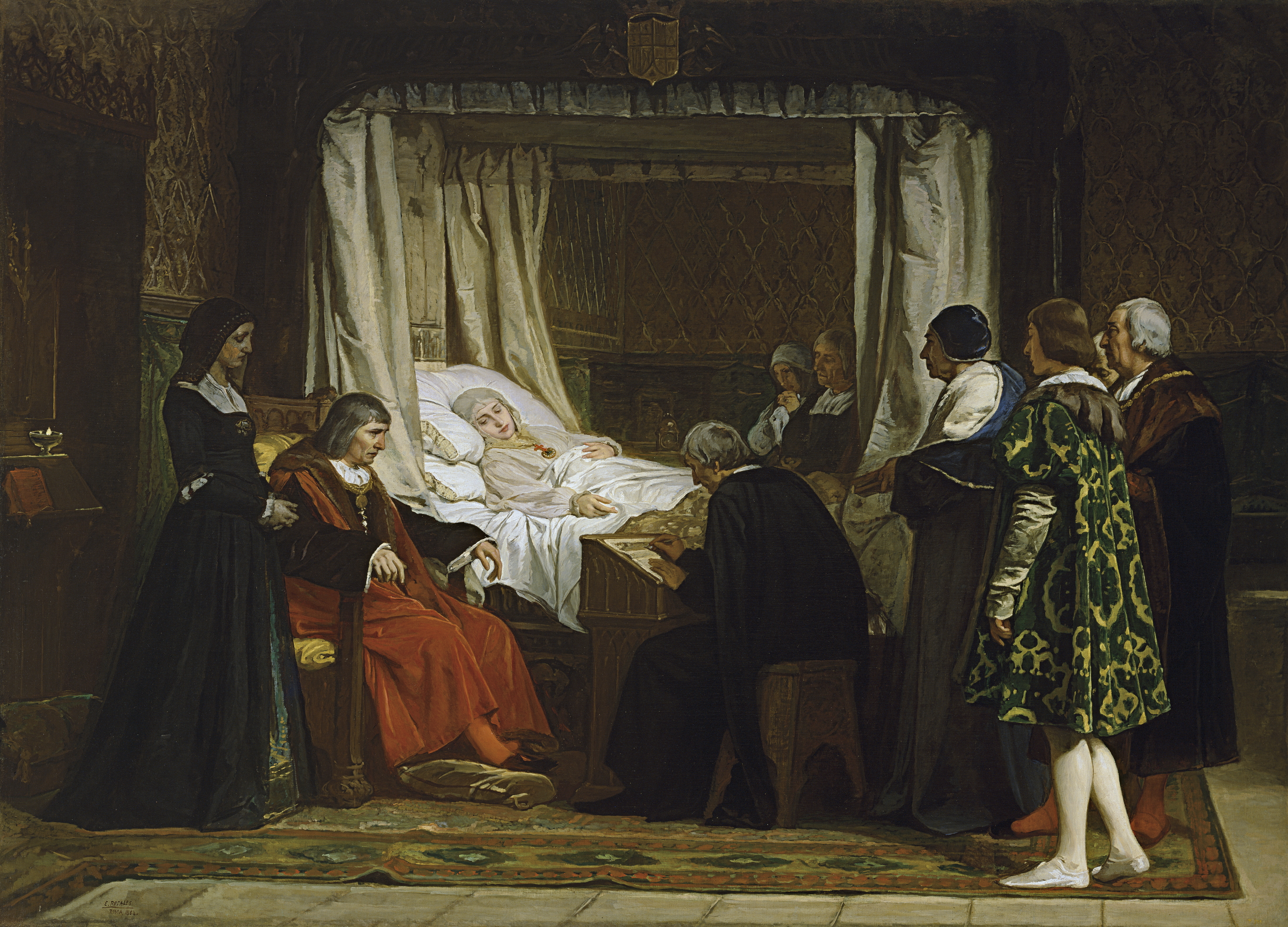
Eduardo Rosales, Il testamento di Isabella la Cattolica, 1864, Museo del Prado.

Per aumentare la loro potenza ed isolare la Francia con le sue pericolose mire espansionistiche, Ferdinando e Isabella attuarono una proficua politica matrimoniale, servendosi dei figli:
- Isabella (1470-1498), sposò Alfonso d'Aviz, erede al trono della corona portoghese e in seconde nozze sposò Emanuele I re del Portogallo;
- Giovanni (1478-1497) con Margherita d'Asburgo figlia dell'Imperatore Massimiliano I;
- Giovanna (1479-1555) con Filippo d'Asburgo, detto il Bello anch'esso figlio dell'Imperatore Massimiliano I.
- Maria (1482-1517) sposò il vedovo della sorella Emanuele I di Portogallo;
- Caterina (1485-1536) fu la sposa di Arturo d'Inghilterra e quando questo morì fu sposa poi ripudiata di suo cognato, Enrico VIII Tudor.

Isabella morì il 26 novembre 1504 nel palazzo reale di Medina del Campo (Valladolid), per un cancro all'utero e sul trono di Castiglia le succedette la figlia terzogenita, Giovanna, detta la Pazza, mentre la reggenza venne rivendicata sia dal marito, Filippo il Bello che dal padre Ferdinando. Con il trattato di Villafáfila (Zamora), del 27 giugno 1506, Filippo fu riconosciuto re di Castiglia, mentre Ferdinando continuò a governare l'Aragona, pur essendo stati unificati, i regni di Castiglia e di Aragona, anche de jure.

## Unione effettiva delle corone
Nel 1506 Filippo il Bello morì e dopo un breve periodo di reggenza del cardinale Francisco Jiménez de Cisneros, Ferdinando fu chiamato dalle cortes castigliane a tenere la reggenza di Castiglia per conto della figlia, Giovanna, il cui stato mentale era ulteriormente peggiorato.
Nel 1507, Ferdinando inizio una guerra di conquista nel Nordafrica, e le truppe spagnole conquistarono Peñón de Vélez de la Gomera, nel 1508, Orano, nel 1509, Béjaïa, nel 1510, che portò alla sottomissione di Algeri e al riconoscimento della sovranità spagnola da parte dei re di Tunisi e di Tlemcen, ed infine, nel 1511, fu conquistata Tripoli.
Però, nello stesso anno, la successiva sconfitta spagnola all'isola di Gerba fermò l'avanzata spagnola per diversi anni.
Nel novembre 1511 Ferdinando e Enrico VIII nella prospettiva di costituire la Lega Santa firmarono il Trattato di Westminster che stabiliva un patto di mutuo aiuto contro il nemico comune, la Francia.
Nel 1512 Ferdinando, re d'Aragona e reggente di Castiglia, conquistò e annesse al regno una parte del regno di Navarra, che di fatto risultò diviso in due:
- la Bassa Navarra, la parte del regno a nord dei Pirenei, che rimase in possesso della regina Caterina di Navarra e conservò l'indipendenza sino a quando non venne unita alla Francia con Enrico III;
- l'Alta Navarra, la parte del regno a sud dei Pirenei, che fu annessa alla corona d'Aragona: il 23 marzo 1513 le cortes di Pamplona dichiararono l'annessione al regno d'Aragona e nel 1515 le Cortes castigliane, a Burgos, dichiararono l'Alta Navarra parte del regno castigliano.

Ferdinando morì nel 1516 e la figlia Giovanna, il cui stato mentale era sempre molto grave, divenne anche regina d'Aragona, mentre la reggenza toccò al figlio di Giovanna, il nipote di Ferdinando, il sedicenne Carlo, futuro Carlo V come Imperatore. Sotto gli Asburgo le corone che componevano la Spagna in unione personale continuarono ad esistere, mantenendo una situazione di eterogeneità legale e amministrativa. La situazione cambiò soltanto tra il 1707 e il 1716, quando, attraverso i decreti di Nueva Planta, la dinastia borbonica, salita al trono in seguito alla Guerra di Successione Spagnola, soppresse definitivamente i vecchi regni con i rispettivi fueros, trasformandoli in province del Regno di Spagna e uniformando la loro legislazione con quella del Regno di Castiglia.

## Territori della Corona di Castiglia
- Regno di Castiglia
- Regno di Toledo
- Regno di Jaén
- Regno di Murcia
- Regno di Alta Navarra
- Signoria di Biscaglia
- Regno di Granada
- Regno di Galizia
- Regno di León
- Regno di Cordova
- Regno di Siviglia
- Principato delle Asturie